# Yochanan Vollach

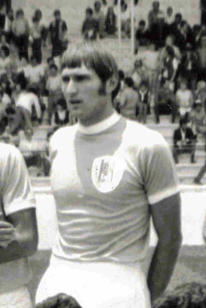
Yochanan Vollach

Yochanan Vollach, soms gespeld als Jochanan Wallach of Yohanan Wallach, (Hebreeuws:  יוחנן וולך) (Kirjat Bialik, 14 mei 1945) is een Israëlisch voormalig voetballer. Hij werd in 1999 verkozen tot voorzitter van Maccabi Haifa
Vollach studeerde aan de Hebreeuwse Universiteit van Jeruzalem. Hij kwam als speler uit voor Maccabi Haifa FC en was tevens voetbalinternational voor zijn land. Hij kwam uit voor Israël tijdens het Wereldkampioenschap te Mexico in 1970. Na zijn actieve voetbalcarrière bleef hij bij de sport betrokken,